# Canas, São Paulo
Canas là một đô thị ở bang São Paulo của Brasil, trong tiểu vùng Guaratinguetá. Đô thị này nằm ở vĩ độ 22º42'13" độ vĩ nam và kinh độ 45º03'19" độ vĩ tây, trên khu vực có độ cao 530 m. Dân số năm 2004 ước tính là 3.970 người. Đô thị Canas có diện tích 50,8 km². A Mật độ dân số là 77,92 người/km².

## Thông tin nhân khẩu
Dữ liệu dân số theo điều tra dân số năm 2000
Tổng dân số: 3.614
- Dân số thành thị: 3.041
- Dân số nông thôn: 573
- Nam giới: 1.866
- Nữ giới: 1.748

Mật độ dân số (người/km²): 71,14
Tỷ lệ tử vong trẻ sơ sinh dưới 1 tuổi (trên một triệu người): 16,97
Tuổi thọ bình quân (tuổi): 70,64
Tỷ lệ sinh (số trẻ trên mỗi bà mẹ): 2,68
Tỷ lệ biết đọc biết viết: 90,13%
Chỉ số phát triển con người (HDI-M): 0,753
- Chỉ số phát triển con người - Thu nhập: 0,640
- Chỉ số phát triển con người - Tuổi thọ: 0,761
- Chỉ số phát triển con người - Giáo dục: 0,857

(Nguồn: IPEADATA)

## Các sông
- Sông Paraíba do Sul
- Ribeirão Caninhas
- Ribeirão Canas
- Córrego do Tijuco Preto

## Rodovias
- BR-116
- SP-58